# David M. Lewis
David Malcolm Lewis (* 7. Juni 1928 in London; † 12. Juli 1994 in Oxford) war ein britischer Althistoriker und Professor an der University of Oxford. Er war ein führender Epigraphiker.

## Leben
Lewis besuchte die City of London School und studierte am Corpus Christi College (Oxford) (1945–49, 1954) sowie an Christ Church (Oxford) (1955). Seinen Ph.D. in Altertumswissenschaft erwarb er an der Princeton University bei Benjamin Dean Merritt and Antony Raubitschek. Er setzte das Studium fort am Institute for Advanced Study (1951–52, 1964–65) in Princeton (New Jersey), an der British School in Athen (1952–54), und wieder an Christ Church (ab 1955). Er arbeitete als Dozent für griechische Epigraphik in Oxford 1956–85 und war dort Professor 1985–94. 1974 wurde er zum Fellow der British Academy.
Lewis lehrte griechische Geschichte, wobei er sich auf die Inschriften konzentrierte, die er auf einer Konferenz an der University of Cambridge 1967 als ein Hauptmittel für ein volles Verständnis der antiken Welt hervorhob. Auch weitete er sein Interesse aus bis zu Festungstafeln von Persepolis.
Sein jüdischer Glaube veranlasste ihn, mit der Geschichte des Nahen Ostens ein zweites Fachgebiet zu entwickeln.

## Schriften
- The Dramatic Festivals of Athens, 2. Auf.. 1968 (Hg. mit John Gould)
- Greek Historical Inscriptions, 1969 (mit Russell Meiggs)
- Sparta and Persia, 1977
- Inscriptiones Graecae, I [Attica before 403 B.C.], 3. Aufl., 1981–94
- (Hg.) Cambridge Ancient History, Bd. IV, 1988, Bd. V, 1992, Bd. VI, 1994
- The Jews of Oxford, 1992
- Selected Papers in Greek and Near Eastern History, (Hg. P. J. Rhodes), 1997

## Einzelbelege
1. ↑  LEWIS, David Malcolm – Encyclopaedia Iranica. Abgerufen am 7. November 2020.

| Personendaten    | Personendaten                                                              |
| ---------------- | -------------------------------------------------------------------------- |
| NAME             | Lewis, David M.                                                            |
| ALTERNATIVNAMEN  | Lewis, David Malcolm (vollständiger Name)                                  |
| KURZBESCHREIBUNG | britischer Altertumswissenschaftler und Professor der University of Oxford |
| GEBURTSDATUM     | 7. Juni 1928                                                               |
| GEBURTSORT       | London                                                                     |
| STERBEDATUM      | 12. Juli 1994                                                              |
| STERBEORT        | Oxford                                                                     |